# King City (Califórnia)
King City é uma cidade localizada no estado americano da Califórnia, no Condado de Monterey. Foi incorporada em 9 de fevereiro de 1911.

## Geografia
De acordo com o United States Census Bureau, a cidade tem uma área de 10,3 km², onde 9,9 km² estão cobertos por terra e 0,4 km² por água.

### Localidades na vizinhança
O diagrama seguinte representa as localidades num raio de 48 km ao redor de King City.

## Demografia
Segundo o censo nacional de 2010, a sua população é de 12 874 habitantes e sua densidade populacional é de 1 294,45 hab/km². Possui 3 218 residências, que resulta em uma densidade de 323,56 residências/km².